# Lusiduawutun
Lusiduawutun is een bestuurslaag in het regentschap Lembata van de provincie Oost-Nusa Tenggara, Indonesië. Lusiduawutun telt 539 inwoners (volkstelling 2010).